# Naked News
Naked News ist ein kanadischer Nachrichtensender, dessen Sendekonzept darin besteht, dass sämtliche Nachrichtensprecher, Interviewer und Moderatoren nackt oder nur teilweise bekleidet erscheinen. Der Sender basiert auf dem Pay-TV-Konzept und ist nur gegen Bezahlung abrufbar. Das Motto des Senders lautet „The Program with Nothing to Hide“ (Das Programm, das nichts zu verbergen hat); Naked News versteht sich selbst als „Internet-CNN für Nudisten“.

## Geschichte
Naked News wurde im Juni 2000 von Fernando Pereira und Kirby Stasyna gegründet und war zu Beginn ausschließlich als Livestream über die eigene Website empfangbar. Der Sender begann mit nur einer Moderatorin, Victoria Sinclair, die gegenwärtig immer noch Teil des Senders ist. Inzwischen wuchs Naked News zur Personalgröße von zehn Sprecherinnen, wozu wechselnde Gastmoderatoren hinzukommen. Die Sendung erlangte schnell den Status eines Internet-Phänomens und verzeichnete Zuschauerzahlen von bis zu 6 Millionen pro Monat. In den ersten Jahren war der Sendeinhalt vollständig kostenlos verfügbar und wurde durch Werbung finanziert. Mit dem Einbruch der New Economy und dem damit einhergehenden Rückgang der Internetwerbung wurden die Inhalte im Jahr 2002 erst teilweise, später im Jahr 2004 dann vollständig kostenpflichtig. Eine nicht-nackte Version des Programms wurde 2005 als Teaser zur Website hinzugefügt. Die einzige kostenlose Empfangsmöglichkeit besteht momentan in Großbritannien über den Kabelkanal Playboy One, der montags bis donnerstags im Vormittagsprogramm Inhalte von Naked News sendet.
Im Jahr 2001 wurden Männer in das bis dahin rein weibliche Personal aufgenommen, wobei sich jene Sendebereiche primär an eine weibliche Zuschauerschaft richten sollten.
Eine japanische Version des Senders ging im Jahr 2006 als Gemeinschaftsprojekt mit der Sunrise Corporation auf Sendung, gefolgt von einer italienischen Version im März 2008.

## Personal
Ein Großteil des Personals stammt aus der Gegend um Toronto und wurde mittels Zeitungsannonce rekrutiert. Anfangs waren ausschließlich Amateure für den Sender tätig, später wurden mit wachsender Beliebtheit des Senders auch bekannte Moderatorinnen von anderen Sendern abgeworben. Zurzeit ist die Besetzung des Senders rein weiblich.
Gegenwärtig sind folgende Moderatorinnen bei Naked News beschäftigt: Eila Adams, Laura Desiree, Whitney St. John, Madison Banes, Betsy Swoon, Alana Blaire, Tia Larose, Shannon Blake, Marina Valmont sowie Frankie Kennedy.

## In der Öffentlichkeit

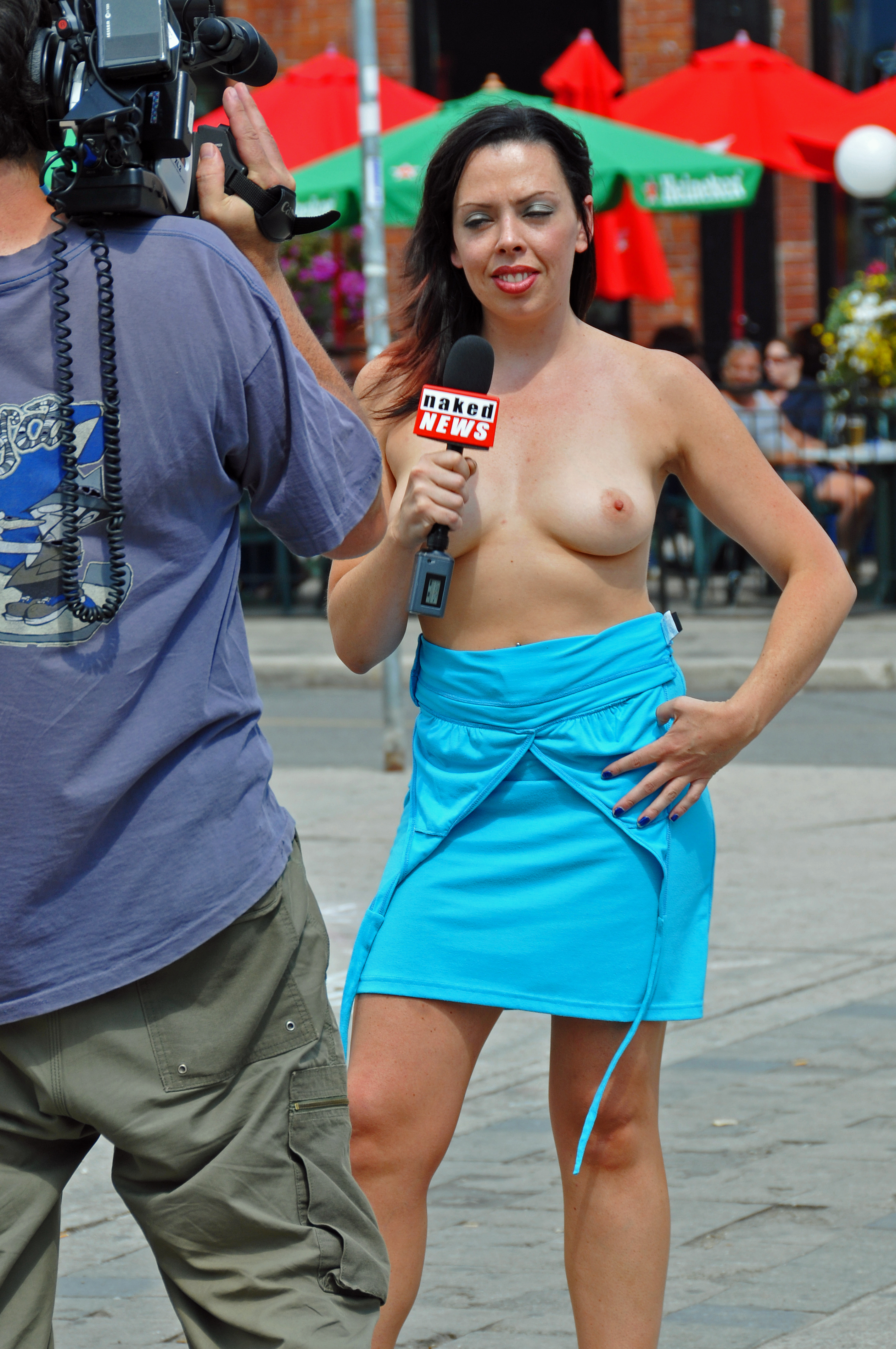
Aufnahmen für Naked News in Toronto

Die kanadische Gesetzgebung, welche sich gerade im Vergleich zu den USA bezüglich öffentlicher Nacktheit relativ liberal verhält, machte Interviews auf offener Straße für die nackten Reporter möglich. Der Sender erlangte so schnell eine hohe Bekanntheit in der Öffentlichkeit, die bald weit über die Zuschauerschaft hinausging, ebenso kamen etliche Moderatoren zur Berühmtheit. Moderatoren des Senders wurden zu zahlreichen Talkshows und Features anderer Sender wie Today (NBC), CBS Sunday Morning, The View, Sally Jessy Raphaël eingeladen, Auftritte bei Howard Stern und Berichte in zahlreichen Zeitschriften folgten.

## Sendebereich
Weltweit ist Naked News über das Internet zu empfangen, über das Satellitennetz der British Sky Broadcasting sowie als Sendung des lokalen kanadischen Fernsehsenders CityTV Toronto über terrestrischen Empfang. Über Kabel ist Naked News in 35 Millionen Haushalten in Nordamerika zu empfangen.

## Ähnliche Sendungen
Mit dem Programm The Daily Flesh brachte Playboy TV ein ähnliches Format heraus, das an den Erfolg von Naked News anknüpfte. Eine Adaption wurde 2006 mit Les Nuz beim französischen Kabelsender Comédie! gesendet.